# Escudo de la provincia de Jaén
El escudo de la provincia de Jaén es un campo cuartelado, el primer y el cuarto cuartel de oro y el segundo y el tercero de gules (rojo). La bordura presenta catorce compones: siete de gules, con un castillo de oro almenado de tres almenas, mazonado de sable (negro) y aclarado de azur, alternados con siete de argén, con un león rampante, de gules, linguado y uñado de oro, y coronado de lo mismo. Sobre el todo, en escusón de plata el rostro de Jesucristo al natural, de carnación y pelo de sable (negro).
El timbre consiste en una corona real, forrada de gules o rojo, cerrada, que es un círculo de oro, engastado de piedras preciosas, compuesto de ocho florones de hojas de acanto, visibles cinco, interpoladas de perlas y de cada una de sus hojas salen cinco diademas sumadas de perlas que convergen en un mundo azur, con el semimeridiano y el ecuador de oro, sumado de cruz de oro.